# استینکس
استینکس (به اسپانیایی: Estellencs) یک شهرستان در اسپانیا است که در Serra de Tramuntana واقع شده‌است.

## خصوصیات
استینکس ۱۳ کیلومترمربع مساحت و ۳۸۰ نفر جمعیت دارد.